# Slag bij Leuven (1831)

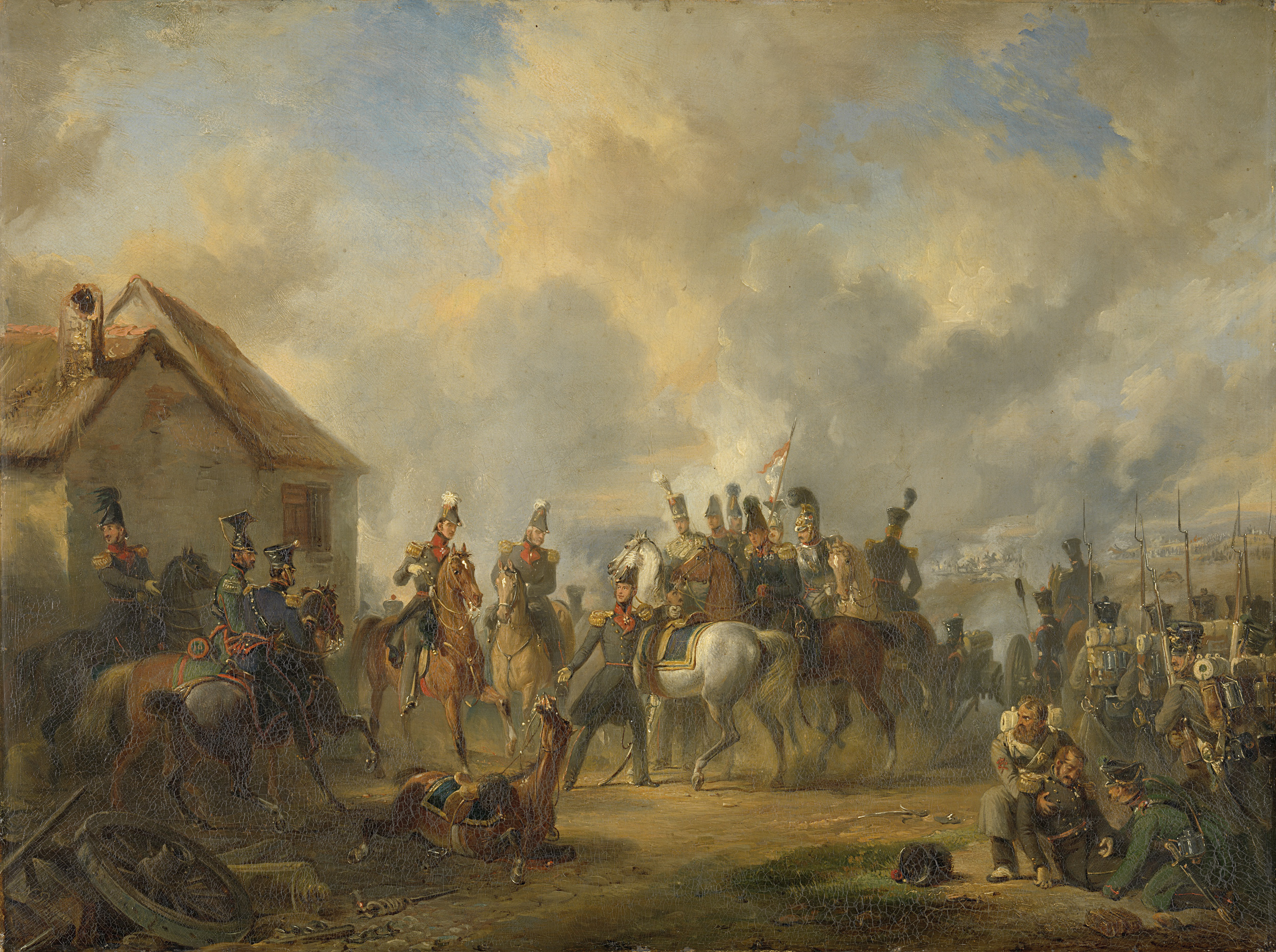
Prins Willem naast zijn gewonde paard op de Slag bij Bautersem van Nicolaas Pieneman (1833)

De Slag bij Leuven of de Slag bij Boutersem is een veldslag die op 12 augustus 1831 werd geleverd tussen het leger van het jonge België en Nederlandse troepen. Het was de laatste episode van de Tiendaagse Veldtocht, die de Belgische afscheuring ongedaan wilde maken. Het leger van kroonprins Willem haalde de overhand in de gevechtshandelingen bij Boutersem, maar onder druk van de naderende Fransen aangevoerd door Gérard kwam het tot een wapenstilstand. Onderdeel van het akkoord was een symbolische bezetting van Leuven, gevolgd door terugtrekking.

## Vooraf
Op 30 juli 1831 werd koning Leopold I officieel ontvangen in Leuven, kort na zijn eedaflegging in Brussel op 21 juli 1831. Leopold verbleef een hele dag in Leuven, at op het stadhuis met de notabelen en de clerus en keerde 's avonds naar Brussel terug.

## Leopold en zijn hoofdkwartier in Leuven
Leopold keerde al snel terug naar Leuven, begin augustus 1831, bij het uitbreken van de Tiendaagse Veldtocht. Op 10 augustus 1831 stonden de Nederlandse troepen onder leiding van hertog Karel van Saksen-Weimar voor de stad. 
Op 12 augustus 1831 viel kroonprins Willem Leuven aan. De Nederlandse troepen hadden duidelijk de overmacht. De Belgen moesten wijken en de Nederlanders trokken de Dijle over om twee strategische plaatsen te bezetten: de IJzerenberg in Winksele (Herent) langsheen de Brusselsesteenweg alsook de Roeselberg te Herent langsheen de Mechelsesteenweg. De Belgen leden duidelijk verliezen. Op de Roeselberg sneuvelden de meeste Belgische soldaten. Koning Leopold had zich op diezelfde dag, 12 augustus 1831, via de Mechelsesteenweg kunnen terugtrekken met zijn generaals richting Mechelen, vooraleer de Nederlanders deze hoogte inpalmden.

## Krijgskansen keren
Inmiddels was een Frans leger van 70.000 man onder Maarschalk Gérard de grens overgetrokken om de Belgen te hulp te komen. De kersverse Belgische grondwet stond nochtans geen vreemde troepen toe zonder akkoord van het parlement en de koning. Om oorlog met Frankrijk te voorkomen, sloot de Prins van Oranje (de latere koning Willem II) een wapenstilstand met de Belgen te Pellenberg. Er vonden nog enkele gevechten plaats.

## Nederlanders komen toch naar Leuven-centrum
De stad werd op 13 augustus 1831 toch nog symbolisch bezet door de Nederlanders onder leiding van de prinsen Willem en Frederik, een voorwaarde van de getekende wapenstilstand. De prinsen maakten een wandeling door Leuven en dronken vervolgens bier in een lokale herberg, naar verluidt in "De Handboom" in de Tiensestraat. Prins Willem groette enthousiast de Leuvenaars terwijl prins Frederik gereserveerd was. De prinsen namen het avondeten bij weduwe Van Velthem en vertrokken diezelfde avond nog naar Tienen. Op 14 augustus 1831 trokken de Nederlanders zich terug, want de Fransen stonden al in Blanden. 

## Leopold keert terug naar Leuven
Op diezelfde 14 augustus 1831 kwam koning Leopold terug naar de stad, in het gezelschap van de Franse generaal Belliard. Koning Leopold nam zijn intrek bij weduwe Claes, die woonde bij de Sint-Geertrui-abdij. Hij trof verder de nodige maatregelen voor het vervolg van de veldtocht, vanuit Leuven. De laatste Nederlandse troepen trokken zich op 20 augustus terug uit België, waarmee een einde aan de Tiendaagse Veldtocht kwam.

## Monument
Op de Roeselberg richtte de Confrèrie van de Heilige Rozenkrans in 1836 een kapel op ter herdenking van de gesneuvelden. De kapel stond op het grondgebied van de stad Mechelen, een relict van de Oostenrijkse Nederlanden toen de Mechelaars de motor waren voor de aanleg van de Mechelsesteenweg (waarbij de Roeselberg "doorboord" werd) en eigenaar waren van de steenweg. De stad Leuven kocht het monument en de grond in 1871 voor honderd frank van de Mechelaars. In 1904 bouwde een patriottische vereniging er een obelisk naast de kapel. In 1996 verkocht Leuven de site door aan de gemeente Herent voor een symbolische frank. De doorboorde Roeselberg en de vallei naar Leuven toe worden in de volksmond "Het Windgat" genoemd.